# Cochlefelis
Cochlefelis is een geslacht van straalvinnige vissen uit de familie van christusvissen (Ariidae).

## Soorten
- Cochlefelis burmanicus (Day, 1870)
- Cochlefelis danielsi (Regan, 1908)
- Cochlefelis insidiator (Kailola, 2000)
- Cochlefelis spatula (Ramsay & Ogilby, 1886)